# 154 هـ
154 هـ هي سنة في التقويم الهجري امتدت مقابلةً في التقويم الميلادي بين سنتي 770 و771.

## مواليد
- أبو عبيد القاسم بن سلام
- الحكم بن هشام
- فضل بن سهل السرخسي
- يحيى بن عبد الله بن بكير

## وفيات
- أبو عمرو البصري
- عبد الرحمن بن يزيد بن جابر
- هشام الدستوائي
- أبو عمرو بن العلاء